# Грейсон Холл
Грейсон Холл (англ. Grayson Hall; 18 сентября 1922, Филадельфия, Пенсильвания — 7 августа 1985, Нью-Йорк, США) — американская актриса, номинантка на премию «Оскар» в 1964 году.

## Биография
Грейсон Холл, урождённая Ширли Гроссман, родилась в Филадельфии 18 сентября 1922 года. В 1946 году она вышла замуж за Тэда Брукса, с которым развелась тремя годами позже. Во второй раз замуж она вышла в 1952 году за писателя Сэма Холла, от которого в 1958 году родила сына Мэтью.
Её актёрская карьера началась в середине 1950-х годов и первоначально её сценическое имя было Ширли Грейсон. Её самой знаменитой роль стала Джудит Фэллоуз в фильме Джона Хьюстона «Ночь игуаны», на съёмки которого ей пришлось ехать на Пуэрто-Рико. Эта роль принесла актрисе номинацию на премию «Оскар» в 1964 году за Лучшую женскую роль второго плана. Другими её примечательными ролями стали Маргарет Миллер в фильме «Эта дикая кошка» (1965), а также доктор Джулия Хоффман в «Доме тёмных теней» (1970).
Грейсон Холл также много играла в нью-йоркских театрах и работала на телевидении, где у неё были роли в телесериалах «Мрачные тени», «Одна жизнь, чтобы жить» и «Все мои дети».
Актриса умерла от рака лёгкого в Нью-Йорке 7 августа 1985 года на 62 году жизни.

## Избранная фильмография
- Ночь игуаны (1964) — Джудит Фэллоуз
- Этот чёртов кот (1965) — Маргарет Миллер
- Дом тёмных теней (1970) — Доктор Джулия Хоффман